# Вальтрап

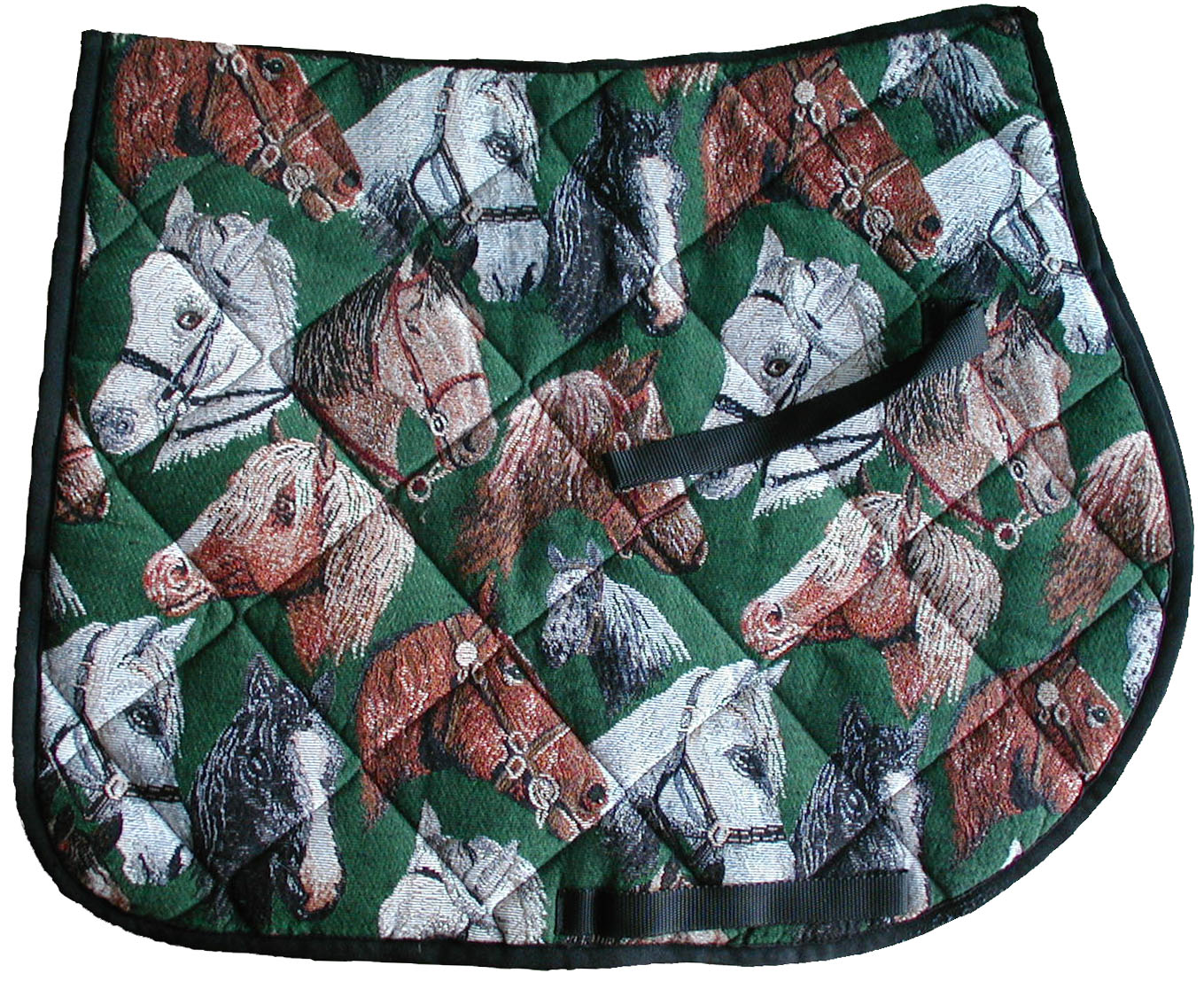
Вальтрап с рисунком

Вальтра́п (из немецкого нем. Waldrappe), Чепра́к — толстое суконное покрывало (подстилка), надеваемое под седло для защиты спины лошади. 
В другом источнике указано что Чапра́к (чепрак), в вост.-сиб. Кичи́м, суконная, ковровая, меховая подстилка под конское седло, сверх потника. Часто поверх вальтрапа надевают мех и/или гель для того чтобы не навредить спине лошади под воздействием седла и веса всадника.. Может также изготавливаться из хлопчатобумажной ткани, меха, войлока, бязи и других материалов. Чепрак, на начало XX столетия, чаще всего имел применение при восточных парадных конских уборах, а при европейской седловке заменялся вальтрапом.

## Назначение

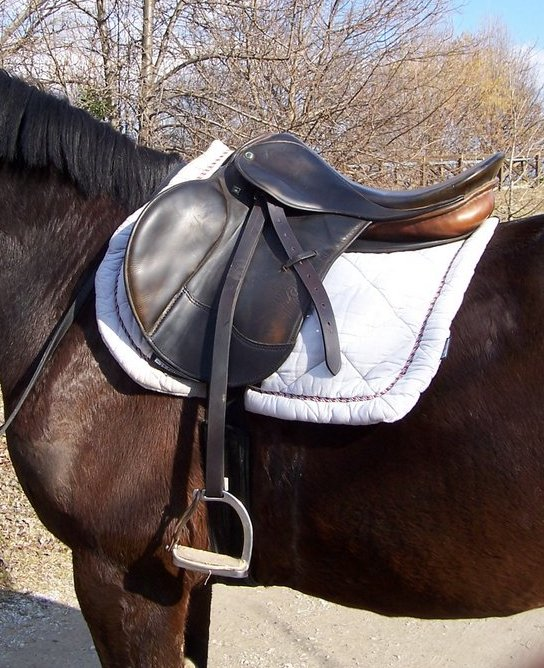
Вальтрап на лошади (белый)

Вальтрап иногда путают с потником, так как функции у них почти одинаковые. В первом издании «БСЭ» утверждается, что «Практич. значения В. не имеет и служит исключительно украшением седельного убора», но в действительности вальтрап и потник служат своего рода буфером между седлом и спиной лошади, выполняя сразу несколько функций:
- впитывание пота, сохранение спины лошади сухой;
- защита седла от лошадиного пота;
- препятствие скольжению седла по спине;
- препятствие перегреву спины лошади под седлом[9].

Таким образом, основными функциями потника и вальтрапа являются комфорт и защита спины лошади.

## История
В России вальтрапы, как украшения конского убора, с XIV по XVIII век назывались платами, чепраками, чандарями. При Петре Великом, с введением обмундирования немецкого покроя, чепраки были сохранены, без определённой формы. В последующие царствования указаны покрой и материал для чепраков. В 1763 году названия «чепрак» и «вальтрап» имели одинаковое значение. При Павле I покрышки, принятые в кирасирских полках, назывались чепраками, а в гусарских и драгунских — вальтрапами. Впоследствии все парадные чепраки назывались вальтрапами, а чепраками — только покрышки на потнике.
В гусарских полках цвет вальтрапа был связан с цветом обмундирования.

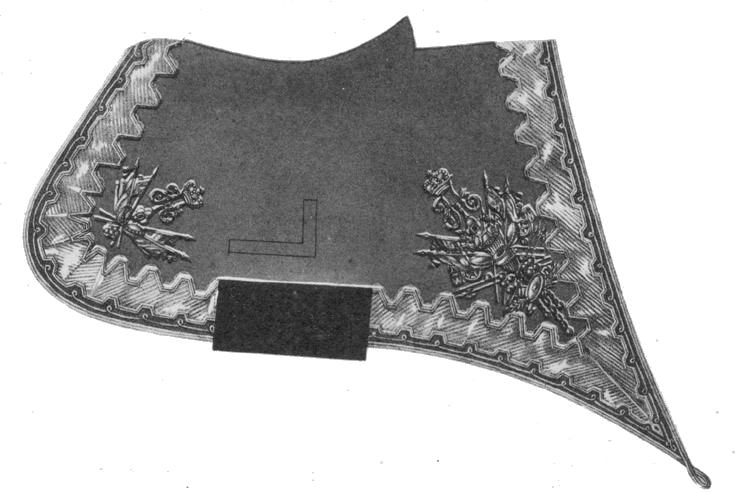
Офицерский вальтрап Лейб-гвардии Гусарского полка, 1826 — 1855 годы.
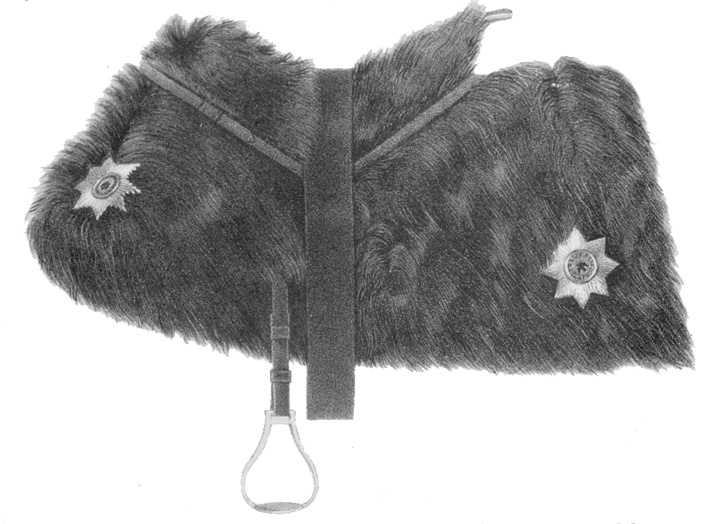
Пример мехового вальтрапа, накинутого поверх седла (в данном случае — генералов русской армейской тяжёлой кавалерии, после 1843 года).